# يان روبرتس (ممثل)
يان روبرتس (بالإنجليزية: Ian Roberts) هو كاتب سيناريو وممثل أمريكي، ولد في 29 يوليو 1965 بكوينز في الولايات المتحدة.

## وصلات خارجية
- يان روبرتس على موقع IMDb (الإنجليزية)
- يان روبرتس على موقع ميوزك برينز (الإنجليزية)
- يان روبرتس على موقع إن إن دي بي (الإنجليزية)
- يان روبرتس على موقع قاعدة بيانات الفيلم (الإنجليزية)